# 西本健次郎

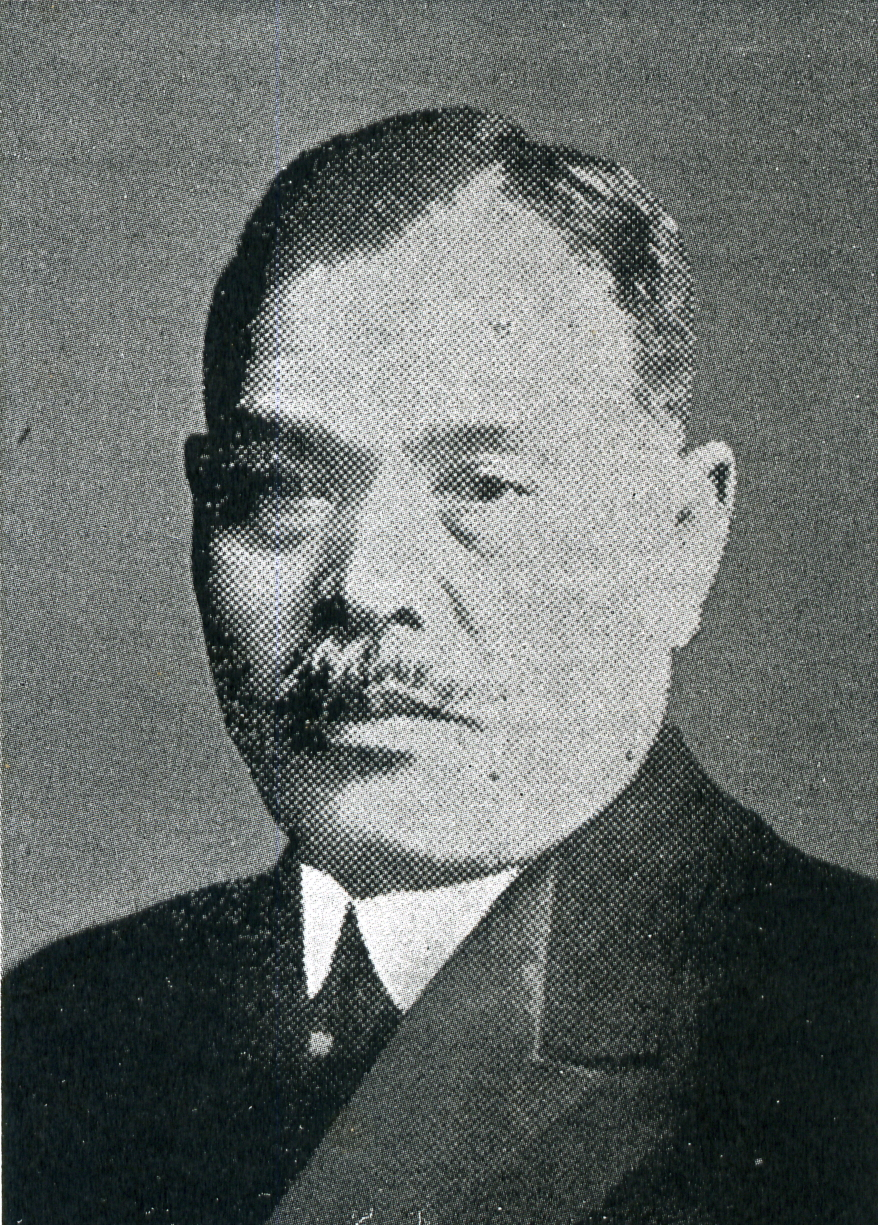
西本健次郎

西本 健次郎（にしもと けんじろう、1866年9月26日（慶応2年8月18日）- 1950年（昭和25年）6月）は、明治から昭和前期の実業家、政治家。貴族院多額納税者議員。旧姓・松永。

## 経歴
尾張国海西郡松島中島村（岐阜県海西郡松島中島村、海津郡東江村、海津町を経て現海津市）で、尾張藩士、普請奉行・松永林三郎の息子として生まれる。廃藩置県後に一家離散し、1877年（明治10年）名古屋の呉服商に奉公したが、将来は家業であった土木業での成功を願っていた。
1885年（明治18年）和歌山県和歌山区（現和歌山市）の土木建築業・西本用助の元で働き、見込まれて1893年（明治26年）9月15日、西本家の入夫となり家督を相続した。和歌山織布会社の建築工事が不首尾となり、再起をかけて九州の間組の下請工事を担当した。経営した西本組（現三井住友建設）は、その後、事業が拡大し全国主要都市、京城、満州などに支店を設け、鉄道工事では鹿島組、西松組と共に日本三大請負業者と称された。また、和歌山市商業会議所議員、同商工会議所顧問、同信用組合長、湯崎土地重役、和歌山銀行重役、南海信託重役などを務めた。
1925年（大正14年）貴族院議員に互選され、同年9月29日から1939年（昭和14年）9月28日まで2期在任した。
第二次世界大戦中は朝鮮、中国、フィリピン、タイ王国に営業所を設置し、道路、鉄道、飛行場などの建設に当たった。